# Phaeotrichosphaeria britannica
Phaeotrichosphaeria britannica är en svampart som beskrevs av Sivan. 1983. Phaeotrichosphaeria britannica ingår i släktet Phaeotrichosphaeria, ordningen kolkärnsvampar, klassen Sordariomycetes, divisionen sporsäcksvampar och riket svampar.   Inga underarter finns listade i Catalogue of Life.